# Овсепян, Аветис Вартанович
Авети́с Варта́нович Овсепя́н (арм. Ավետիս Հովսեփյան; 10 марта 1953, Тегеран, Иран) — советский футболист, вратарь.

## Карьера игрока
В 1976 и 1978—1980 годах выступал в высшей лиге чемпионата СССР в составе ереванского «Арарата». В 1977 году вместе с семьёй переехал в США, где в течение года выступал за команду ASL «Лос-Анджелес Скайхокс», но вскоре вернулся обратно в Ереван. Судья республиканской категории.

## Достижения
- Серебряный призёр чемпионата СССР: 1976 (весна)[3]
- Финалист Кубка СССР: 1976